# Maternian
Maternian († 7. Juli 368), auch Maternien, war 348 bis 359 Bischof von Reims.
Als früher Bischof des 4. Jahrhunderts ist über Maternian nicht viel bekannt. Sein Bruder war Maternus, 316–328 Bischof von Mailand. Auf Vermittlung von Ebo von Reims, 816–835 und 840–841 Bischof von Reims sowie 845–851 Bischof von Hildesheim, wurden die Gebeine Maternians, der als Heiliger verehrt wurde, vom Bremer Bischof Rimbert nach Norddeutschland gebracht. Dies muss vor 882 geschehen sein, denn in diesem Jahr wurde die Stiftskirche Bücken von Rimbert dem Maternian geweiht. Auch nach Heiligenstedten soll er Reliquien Maternians gebracht haben.

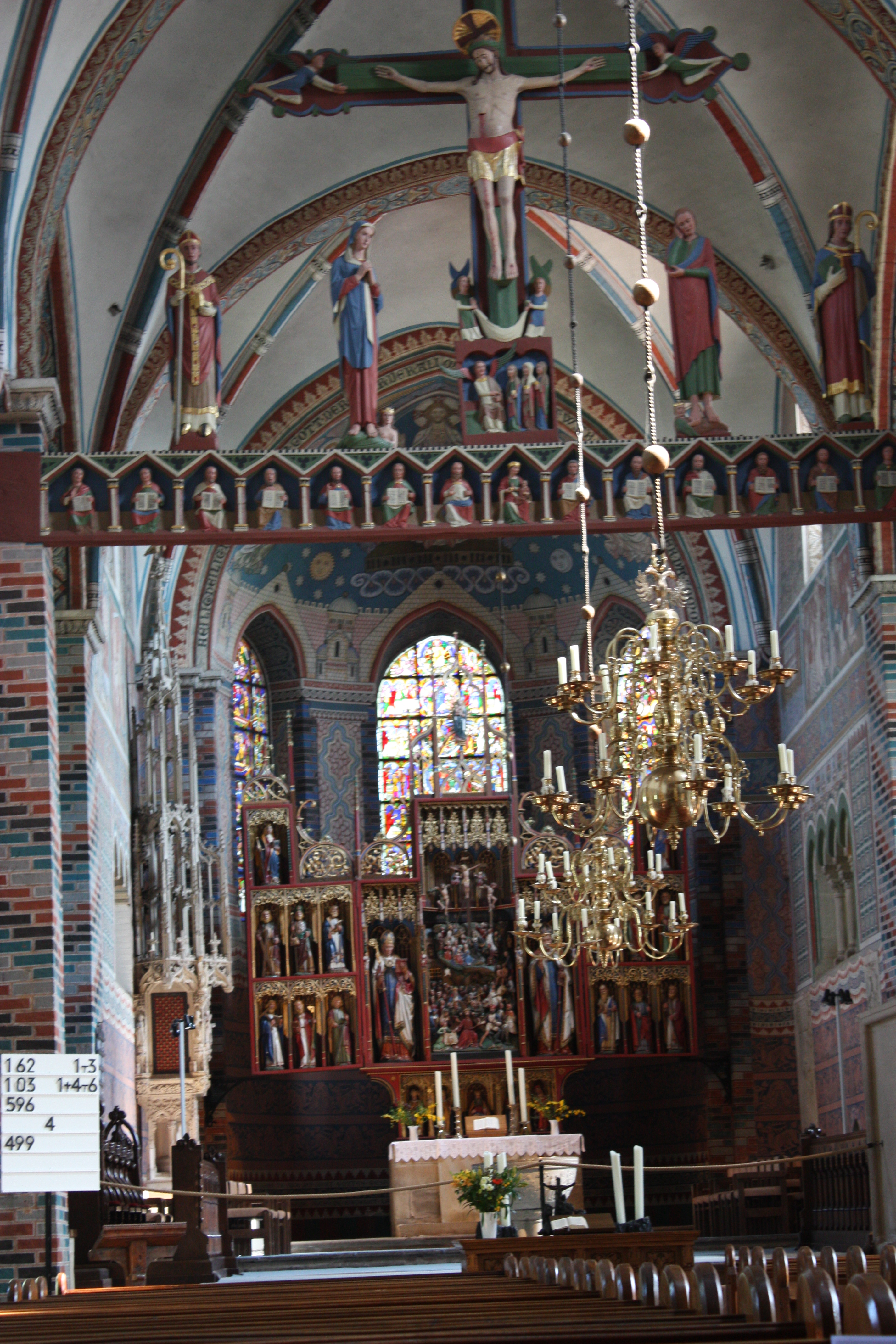
Stiftskirche Bücken: Triumphkreuz mit Hlg. Maternian (oben 1. v. l.) sowie Maternian-Fenster (hinten links)

Die aus dem 13. Jahrhundert stammenden Glasfenster in der Stiftskirche Bücken zeigen nicht die Wunderheilungen des Maternian, sondern die des Heiligen Maternus. Da zur Zeit der Herstellung der Glasfenster nichts über Maternian bekannt war, übernahm man die Heiligenlegende des Heiligen mit ähnlichem Namen.